# ديفيد أوكس
ديفيد أوكس (بالإنجليزية: David Oakes)‏ هو ممثل إنجليزي ولد في 14 أكتوبر 1983. عُرف لدوره المهم في مسلسلات أعمدة الأرض، البورجياس، الملكة البيضاء وغيرها.

## روابط خارجية
- ديفيد أوكس على موقع IMDb (الإنجليزية)
- ديفيد أوكس على موقع روتن توميتوز (الإنجليزية)
- ديفيد أوكس على موقع أول موفي (الإنجليزية)
- ديفيد أوكس على موقع قاعدة بيانات الفيلم (الإنجليزية)